# Петар II, гроф од Ургела
Петар II (Шпански: Pedro; 1340 - јун 1408. године), је био гроф од Ургела од 1347. године, до своје смрти.
Био је најстарији син грофа Џејмса I од Ургела и Сесилије од Коминга, ћерке грофа од Коминга и виконта од Турена, Бернарда VII. Након смрти свог оца, наследио је његове титуле грофа од Ургела, виконта од Агера, барона Ентенце и Антилона; пошто је био малолетан, његова мајка је у почетку била намесница.
Године 1363. оженио се Беатриче од Кардоне, ћерком Уга Фолча де Кардоне. Године 1376. поново се оженио Маргаретом Палеолог, ћерком Јована II, маркиза од Монферата.
Године 1396, након што је Мартин I од Арагона постао краљ Арагона, суочио се са Матејем, грофом од Фоа, који је напао Арагон, напад је био успешно одбијен. Умро је у Балагеру 1408. године.
Његов син са грофицом Маргаретом Палеолог био је Џејмс II, гроф од Ургела.